# N'Tompira (Périgban)
Pour les articles homonymes, voir N'Tompira.
N'Tompira est une localité située dans le département de Périgban de la province du Poni dans la région Sud-Ouest au Burkina Faso.

## Santé et éducation
Le centre de soins le plus proche de N'Tompira est le centre de santé et de promotion sociale (CSPS) de Périgban tandis que le centre hospitalier régional (CHR) de la province se trouve à Gaoua.